# Screen Actors Guild Award per il miglior attore in una serie commedia
Lo Screen Actors Guild Award per il miglior attore in una serie commedia (Screen Actors Guild Award for Outstanding Performance by a Male Actor in a Comedy Series) viene assegnato al miglior attore di una serie televisiva commedia dalla Screen Actors Guild.

## Vincitori e candidati

### 1990
- 1995
  - Jason Alexander - Seinfeld
  - John Goodman - Pappa e ciccia
  - Kelsey Grammer - Frasier
  - David Hyde Pierce - Frasier
  - Paul Reiser - Innamorati pazzi (Mad About You)
- 1996
  - David Hyde Pierce - Frasier
  - Jason Alexander - Seinfeld
  - Kelsey Grammer - Frasier
  - Paul Reiser - Innamorati pazzi (Mad About You)
  - Michael Richards - Seinfeld
- 1997
  - John Lithgow - Una famiglia del terzo tipo (3rd Rock from the Sun)
  - Jason Alexander - Seinfeld
  - Kelsey Grammer - Frasier
  - David Hyde Pierce - Frasier
  - Michael Richards - Seinfeld
- 1998
  - John Lithgow - Una famiglia del terzo tipo (3rd Rock from the Sun)
  - Jason Alexander - Seinfeld
  - Kelsey Grammer - Frasier
  - David Hyde Pierce - Frasier
  - Michael Richards - Seinfeld
- 1999
  - Michael J. Fox - Spin City
  - Jason Alexander - Seinfeld
  - Kelsey Grammer - Frasier
  - Peter MacNicol - Ally McBeal
  - David Hyde Pierce - Frasier

### 2000
- 2000
  - Michael J. Fox - Spin City
  - Kelsey Grammer - Frasier
  - Peter MacNicol - Ally McBeal
  - David Hyde Pierce - Frasier
  - Ray Romano - Tutti amano Raymond (Everybody Loves Raymond)
- 2001
  - Robert Downey Jr. - Ally McBeal
  - Sean Hayes - Will & Grace
  - Kelsey Grammer - Frasier
  - Peter MacNicol - Ally McBeal
  - David Hyde Pierce - Frasier
- 2002
  - Sean Hayes - Will & Grace
  - Peter Boyle - Tutti amano Raymond (Everybody Loves Raymond)
  - Kelsey Grammer - Frasier
  - David Hyde Pierce - Frasier
  - Ray Romano - Tutti amano Raymond (Everybody Loves Raymond)
- 2003
  - Sean Hayes - Will & Grace
  - Matt LeBlanc - Friends
  - Bernie Mac - The Bernie Mac Show
  - Ray Romano - Tutti amano Raymond (Everybody Loves Raymond)
  - Tony Shalhoub - Detective Monk
- 2004
  - Tony Shalhoub - Detective Monk
  - Peter Boyle - Tutti amano Raymond (Everybody Loves Raymond)
  - Brad Garrett - Tutti amano Raymond (Everybody Loves Raymond)
  - Ray Romano - Tutti amano Raymond (Everybody Loves Raymond)
  - Sean Hayes - Will & Grace
- 2005
  - Tony Shalhoub - Detective Monk
  - Jason Bateman - Arrested Development - Ti presento i miei (Arrested Development)
  - Sean Hayes - Will & Grace
  - Ray Romano - Tutti amano Raymond (Everybody Loves Raymond)
  - Charlie Sheen - Due uomini e mezzo (Two and a Half Men)
- 2006
  - Sean Hayes - Will & Grace
  - Larry David - Curb Your Enthusiasm
  - Jason Lee - My Name Is Earl
  - William Shatner - Boston Legal
  - James Spader - Boston Legal
- 2007
  - Alec Baldwin - 30 Rock
  - Steve Carell - The Office
  - Jason Lee - My Name Is Earl
  - Jeremy Piven - Entourage
  - Tony Shalhoub - Detective Monk
- 2008
  - Alec Baldwin - 30 Rock
  - Steve Carell - The Office
  - Ricky Gervais - Extras
  - Jeremy Piven - Entourage
  - Tony Shalhoub - Detective Monk
- 2009
  - Alec Baldwin - 30 Rock
  - Steve Carell - The Office
  - David Duchovny - Californication
  - Jeremy Piven - Entourage
  - Tony Shalhoub - Detective Monk

### 2010
- 2010
  - Alec Baldwin - 30 Rock
  - Steve Carell - The Office
  - Larry David - Curb Your Enthusiasm
  - Tony Shalhoub - Detective Monk
  - Charlie Sheen - Due uomini e mezzo (Two and a Half Men)
- 2011
  - Alec Baldwin - 30 Rock
  - Ty Burrell - Modern Family
  - Steve Carell - The Office
  - Chris Colfer - Glee
  - Ed O'Neill - Modern Family
- 2012
  - Alec Baldwin - 30 Rock
  - Ty Burrell - Modern Family
  - Steve Carell - The Office
  - Jon Cryer - Due uomini e mezzo (Two and a Half Men)
  - Eric Stonestreet - Modern Family
- 2013
  - Alec Baldwin - 30 Rock
  - Ty Burrell - Modern Family
  - Jim Parsons - The Big Bang Theory
  - Louis C.K. - Louie
  - Eric Stonestreet - Modern Family
- 2014
  - Ty Burrell - Modern Family
  - Alec Baldwin - 30 Rock
  - Jason Bateman - Arrested Development - Ti presento i miei (Arrested Development)
  - Don Cheadle - House of Lies
  - Jim Parsons - The Big Bang Theory
- 2015
  - William H. Macy - Shameless
  - Ty Burrell - Modern Family
  - Louis C.K. - Louie
  - Jim Parsons - The Big Bang Theory
  - Eric Stonestreet - Modern Family
- 2016
  - Jeffrey Tambor - Transparent
  - Ty Burrell - Modern Family
  - Louis C.K. - Louie
  - William H. Macy - Shameless
  - Jim Parsons - The Big Bang Theory
- 2017
  - William H. Macy - Shameless
  - Anthony Anderson - Black-ish
  - Tituss Burgess - Unbreakable Kimmy Schmidt
  - Ty Burrell - Modern Family
  - Jeffrey Tambor - Transparent
- 2018
  - William H. Macy - Shameless
  - Anthony Anderson - Black-ish
  - Aziz Ansari - Master of None
  - Larry David - Curb Your Enthusiasm
  - Sean Hayes - Will & Grace
  - Marc Maron - GLOW
- 2019
  - Tony Shalhoub - La fantastica signora Maisel (The Marvelous Mrs. Maisel)
  - Alan Arkin  - Il metodo Kominsky (The Kominsky Method)
  - Michael Douglas - Il metodo Kominsky (The Kominsky Method)
  - Bill Hader - Barry
  - Henry Winkler - Barry

### 2020
- 2020
  - Tony Shalhoub - La fantastica signora Maisel (The Marvelous Mrs. Maisel)
  - Alan Arkin - Il metodo Kominsky (The Kominsky Method)
  - Michael Douglas - Il metodo Kominsky (The Kominsky Method)
  - Bill Hader - Barry
  - Andrew Scott - Fleabag
- 2021
  - Jason Sudeikis - Ted Lasso
  - Nicholas Hoult - The Great
  - Dan Levy - Schitt's Creek
  - Eugene Levy - Schitt's Creek
  - Ramy Youssef - Ramy
- 2022
  - Jason Sudeikis - Ted Lasso
  - Michael Douglas - Il metodo Kominsky (The Kominsky Method)
  - Brett Goldstein - Ted Lasso
  - Steve Martin - Only Murders in the Building
  - Martin Short - Only Murders in the Building
- 2023
  - Jeremy Allen White - The Bear
  - Anthony Carrigan - Barry
  - Bill Hader - Barry
  - Steve Martin - Only Murders in the Building
  - Martin Short - Only Murders in the Building
- 2024
  - Jeremy Allen White - The Bear
  - Brett Goldstein - Ted Lasso
  - Bill Hader - Barry
  - Ebon Moss-Bachrach - The Bear
  - Jason Sudeikis - Ted Lasso
- 2025[1][2]
  - Martin Short – Only Murders in the Building
  - Adam Brody – Nobody Wants This
  - Ted Danson – A Man on the Inside
  - Harrison Ford – Shrinking
  - Jeremy Allen White – The Bear

## Statistiche

### Plurivincitori
7 vittorie
- Alec Baldwin

4 vittorie
- Tony Shalhoub

3 vittorie
- Sean Hayes
- William H. Macy

2 vittorie
- Michael J. Fox
- John Lithgow
- Jason Sudeikis
- Jeremy Allen White